# 环辛酮
环辛酮是一种有机化合物，化学式为(CH
2)
7CO，它是白色的蜡状固体，可由环辛醇的琼斯氧化反应制得，或由壬二酸的酮式脱羧反应制得。